# SEAMUS
Die Society for Electro-Acoustic Music in the United States (SEAMUS) ist eine 1984 gegründete, gemeinnützige US-amerikanische Organisation, deren Ziel die Förderung von elektroakustischer Musik ist.
Unter den Mitgliedern von SEAMUS befinden sich Komponisten, Interpreten und Musikpädagogen. Amtierender Präsident der Organisation ist Ted Coffey, seine Vorgänger waren Scott L. Miller, Mark Zaki, Kristine Burns, Russell Pinkston, Steven David Beck, Scott A. Wyatt, Jon Christopher Nelson, Jon Appleton und Barry Schrader. Dem Präsidenten steht ein Leitungsgremium zur Seite. SEAMUS gibt seit 1986 die halbjährlich erscheinende Fachzeitschrift Journal SEAMUS heraus. Von 1997 bis 2004 lässt sich ein SEAMUS newsletter nachweisen, seit 2006 existiert eine Onlineausgabe. Ferner hält SEAMUS eine Fachdatenbank (Electroacoustic Repertoire Database) bereit und veröffentlicht regelmäßig Konferenz-CDs.
Ab 1987 werden jährlich die SEAMUS Lifetime Achievement Awards (mittlerweile umbenannt in SEAMUS Awards) vergeben. Gewürdigt werden hiermit Personen, die signifikant zur Entwicklung der elektroakustischen Musik beigetragen haben. Unter den bisherigen Preisträgern finden sich unter anderem die Performance-Künstlerin Laurie Anderson, der deutsche Musiktheoretiker und Komponist Herbert Brün, der Erfinder des Moog-Synthesizers Robert Moog sowie der Gitarrist Les Paul, der wesentlich an der Entwicklung moderner Aufnahmetechniken beteiligt war.
SEAMUS organisiert seit 1995 den Kompositionswettbewerb ASCAP/SEAMUS Student Composer Commissioning Program, der von der American Society of Composers, Authors and Publishers (ASCAP) gefördert wird. Weiterhin wird seit 2008 der Allen Strange Memorial Award vergeben.